# Ordre de succession présidentielle de la Colombie
L'ordre de succession présidentielle de la Colombie est le mécanisme par lequel certains membres du cabinet du pouvoir exécutif peuvent exercer les fonctions de président de la Colombie si le président sortant est frappé d'incapacité, décède, démissionne ou est révoqué. L' ordre de succession est déterminée par la Constitution colombienne et des lois spécifiques. La succession comprend le vice-président puis les ministres dans leur ordre de préséance respectif. Le cabinet compte actuellement dix-neuf membres,.

## Ordre de succession
La Constitution colombienne établit que la première personne dans l'ordre de succession présidentiel est le vice-président. Si ledit poste est vacant, les fonctions présidentielles seront assumées par un ministre5 dans l'ordre de préséance établi par l'article 17 de la loi 1444 de 2011 et l'article 20 de la loi 2162 de 2021. Selon l'article 203 de la Constitution, celui qui remplace le président doit appartenir au même parti ou mouvement et exercera la présidence jusqu'à ce que le Congrès, de son propre chef, dans les trente jours suivant la date à laquelle survient la vacance présidentielle, élise un nouveau vice-président, qu'il prendra en charge en tant que président du République pour achever le mandat en cours.
LégendeConservateur – Libéral – Colombia Humana – Pôle Démocratique – Union Patriotique – Soy Porque Somos – Communs – Indépendant
| Numéro établi | Numéro actuel | Fonction                                                         | Titulaire             | Éligibilité             |
| ------------- | ------------- | ---------------------------------------------------------------- | --------------------- | ----------------------- |
| 1             | 1             | Vice-président de la Colombie                                    | Francia Márquez       | Éligible                |
| 2             |               | Ministre de l'Intérieur                                          | Luis Fernando Velasco | Inéligible Libéral      |
| 3             |               | Ministre des Affaires Étrangères                                 | Álvaro Leyva          | Inéligible Conservateur |
| 4             | 2             | Ministre des Finances                                            | Ricardo Bonilla       | Éligible                |
| 5             |               | Ministre de la Justice                                           | Néstor Osuna          | Inéligible Libéral      |
| 6             |               | Ministre de la Défense Nationale                                 | Iván Velásquez        | Inéligible Indépendant  |
| 7             |               | Ministre de l'Agriculture                                        | Jhénifer Mojica       | Inéligible Indépendant  |
| 8             | 3             | Ministre de la Santé                                             | Guillermo Jaramillo   | Éligible                |
| 9             | 4             | Ministre du Travail                                              | Gloria Inés Ramírez   | Éligible                |
| 10            | 5             | Ministre des Mines et de l'Énergie                               | Omar Andrés Camacho   | Éligible                |
| 11            | 6             | Ministre du Commerce                                             | Germán Umaña          | Éligible                |
| 12            | 7             | Ministre de l'Éducation Nationale                                | Aurora Vergara        | Éligible                |
| 13            | 8             | Ministre de l'Environnement                                      | Susana Muhamad        | Éligible                |
| 14            |               | Ministre du Logement                                             | Catalina Velasco      | Inéligible Libéral      |
| 15            |               | Ministre des Technologies de l'information et des Communications | Mauricio Lizcano      | Inéligible Indépendant  |
| 16            | 9             | Ministre des Transports                                          | William Camargo       | Éligible                |
| 17            |               | Ministre de la Culture                                           | Juan David Correa     | Inéligible Indépendant  |
| 18            |               | Ministre des Sports                                              | Astrid Rodriguéz      | Inéligible Indépendant  |
| 19            |               | Ministre de la Science                                           | Yesenia Olaya         | Inéligible Indépendant  |